# Sergio Vázquez
Sergio Vázquez, argentinski nogometaš, * 23. november 1965, Buenos Aires, Argentina.
Za argentinsko reprezentanco je odigral 30 uradnih tekem.